# Амерікан-Фоллс (Айдахо)
Амерікан-Фоллс (англ. American Falls) — окружний центр округу Павер, штат Айдахо, США. Згідно з переписом 2010 року населення становило 4457 осіб, що на 346 осіб більше, ніж 2000 року.

## Географія
Амерікан-Фоллс розташований за координатами 42°46′57″ пн. ш. 112°51′15″ зх. д. / 42.78250° пн. ш. 112.85417° зх. д. (42.782631, -112.854229).  За даними Бюро перепису населення США в 2010 році місто мало площу 4,37 км², уся площа — суходіл.

### Клімат
Місто знаходиться у зоні, котра характеризується кліматом тропічних степів. Найтепліший місяць — липень із середньою температурою 21.4 °C (70.6 °F). Найхолодніший місяць — січень, із середньою температурою -4.2 °С (24.4 °F).
| Клімат Амерікан-Фоллс   | Клімат Амерікан-Фоллс | Клімат Амерікан-Фоллс | Клімат Амерікан-Фоллс | Клімат Амерікан-Фоллс | Клімат Амерікан-Фоллс | Клімат Амерікан-Фоллс | Клімат Амерікан-Фоллс | Клімат Амерікан-Фоллс | Клімат Амерікан-Фоллс | Клімат Амерікан-Фоллс | Клімат Амерікан-Фоллс | Клімат Амерікан-Фоллс | Клімат Амерікан-Фоллс |
| Показник                | Січ.                  | Лют.                  | Бер.                  | Квіт.                 | Трав.                 | Черв.                 | Лип.                  | Серп.                 | Вер.                  | Жовт.                 | Лист.                 | Груд.                 | Рік                   |
| Абсолютний максимум, °C | 15                    | 20,6                  | 25,6                  | 31,1                  | 37,2                  | 39,4                  | 41,1                  | 41,1                  | 37,8                  | 31,1                  | 29,4                  | 16,7                  | 41,1                  |
| Середній максимум, °C   | 0,6                   | 3,4                   | 8,8                   | 15,3                  | 20,5                  | 25,7                  | 31,2                  | 30,4                  | 24,6                  | 17,1                  | 7,9                   | 1,9                   | 15,6                  |
| Середня температура, °C | −4,2                  | −1,7                  | 2,8                   | 7,9                   | 12,6                  | 16,9                  | 21,4                  | 20,7                  | 15,4                  | 9,2                   | 2,2                   | −2,8                  | 8,3                   |
| Середній мінімум, °C    | −9,1                  | −6,9                  | −3,2                  | 0,6                   | 4,6                   | 8,2                   | 11,7                  | 10,9                  | 6,2                   | 1,3                   | −3,6                  | −7,5                  | 1,1                   |
| Абсолютний мінімум, °C  | −38,9                 | −34,4                 | −26,7                 | −14,4                 | −10,6                 | −7,2                  | −5                    | −3,3                  | −11,7                 | −14,4                 | −32,8                 | −32,2                 | −38,9                 |
| Норма опадів, мм        | 30                    | 24                    | 30                    | 30                    | 36                    | 24                    | 14                    | 14                    | 18                    | 25                    | 28                    | 26                    | 302                   |
| Днів з опадами          | 9                     | 8                     | 8                     | 7                     | 8                     | 6                     | 3                     | 4                     | 4                     | 5                     | 7                     | 8                     | 77                    |
| Днів зі снігом          | 6,7                   | 4,4                   | 2,4                   | 1,1                   | 0,2                   | 0                     | 0                     | 0                     | 0                     | 0,7                   | 2,9                   | 5,9                   | 24,3                  |
| ----------------------- | --------------------- | --------------------- | --------------------- | --------------------- | --------------------- | --------------------- | --------------------- | --------------------- | --------------------- | --------------------- | --------------------- | --------------------- | --------------------- |
| Джерело: Weatherbase    |                       |                       |                       |                       |                       |                       |                       |                       |                       |                       |                       |                       |                       |

## Демографія

### Перепис 2010 року
За даними перепису 2010 року, у місті проживало 4 457 осіб у 1 474 домогосподарствах у складі 1 104 родин. Густота населення становила 1018,3 ос./км². Було 1 612 помешкань, середня густота яких становила 368,3/км². Расовий склад міста: 70,2% білих, 0,4% афроамериканців, 0,9% індіанців, 0,5% азіатів, 0,1% тихоокеанських остров'ян, 25,1% інших рас, а також 2,8% людей, які зараховують себе до двох або більше рас. Іспанці та латиноамериканці незалежно від раси становили 39,0% населення.
Із 1 474 домогосподарств 44,6% мали дітей віком до 18 років, які жили з батьками; 55,9% були подружжями, які жили разом; 13,0% мали господиню без чоловіка; 6,0% мали господаря без дружини і 25,1% не були родинами. 21,6% домогосподарств складалися з однієї особи, у тому числі 10,3% віком 65 і більше років. У середньому на домогосподарство припадало 3,00 мешканця, а середній розмір родини становив 3,51 особи.
Середній вік жителів міста становив 30,2 року. Із них 33,1% були віком до 18 років; 10,3% — від 18 до 24; 23,5% від 25 до 44; 21,3% від 45 до 64 і 11,9% — 65 років або старші. Статевий склад населення: 50,9% — чоловіки і 49,1% — жінки.
Середній дохід на одне домашнє господарство  становив 49 476 доларів США (медіана — 42 308), а середній дохід на одну сім'ю — 50 687 доларів (медіана — 43 053). Медіана доходів становила 35 496 доларів для чоловіків та 28 021 долар для жінок. За межею бідності перебувало 16,1 % осіб, у тому числі 21,8 % дітей у віці до 18 років та 1,3 % осіб у віці 65 років та старших.
Цивільне працевлаштоване населення становило 1738 осіб. Основні галузі зайнятості: виробництво — 31,4 %, сільське господарство, лісництво, риболовля — 15,3 %, освіта, охорона здоров'я та соціальна допомога — 11,5 %, транспорт — 9,3 %.

### Перепис 2000 року
За даними перепису 2000 року, у місті проживало 4 111 осіб у 1 429 домогосподарствах у складі 1 063 родин. Густота населення становила 1 030,7 ос./км². Було 1 557 помешкань, середня густота яких становила 390,4/км². Расовий склад міста: 81,56% білих, 0,15% афроамериканців, 1,00% індіанців, 0,41% азіатів, 0,02% тихоокеанських остров'ян, 15,15% інших рас і 1,70% людей, які зараховують себе до двох або більше рас. Іспанці та латиноамериканці незалежно від раси становили 27,83% населення.
Із 1 429 домогосподарств 40,9% мали дітей віком до 18 років, які жили з батьками; 58,1% були подружжями, які жили разом; 11,8% мали господиню без чоловіка, і 25,6% не були родинами. 22,6% домогосподарств складалися з однієї особи, у тому числі 11,3% віком 65 і більше років. У середньому на домогосподарство припадало 2,84 мешканця, а середній розмір родини становив 3,34 особи.
Віковий склад населення: 33,7% віком до 18 років, 8,9% від 18 до 24, 24,8% від 25 до 44, 20,3% від 45 до 64 і 12,2% від 65 років і старші. Середній вік жителів — 30 року. Статевий склад населення: 48,9 % — чоловіки і 51,1 % — жінки.
Середній дохід домогосподарств у місті становив $30 955, родин — $35 435. Середній дохід чоловіків становив $27 317 проти $21 209 у жінок. Дохід на душу населення в місті був $12 891. Приблизно 12,7% родин і 17,3% населення перебували за межею бідності, включаючи 19,0% віком до 18 років і 16,3% від 65 і старших.